# Hiéroglyphe égyptien F4

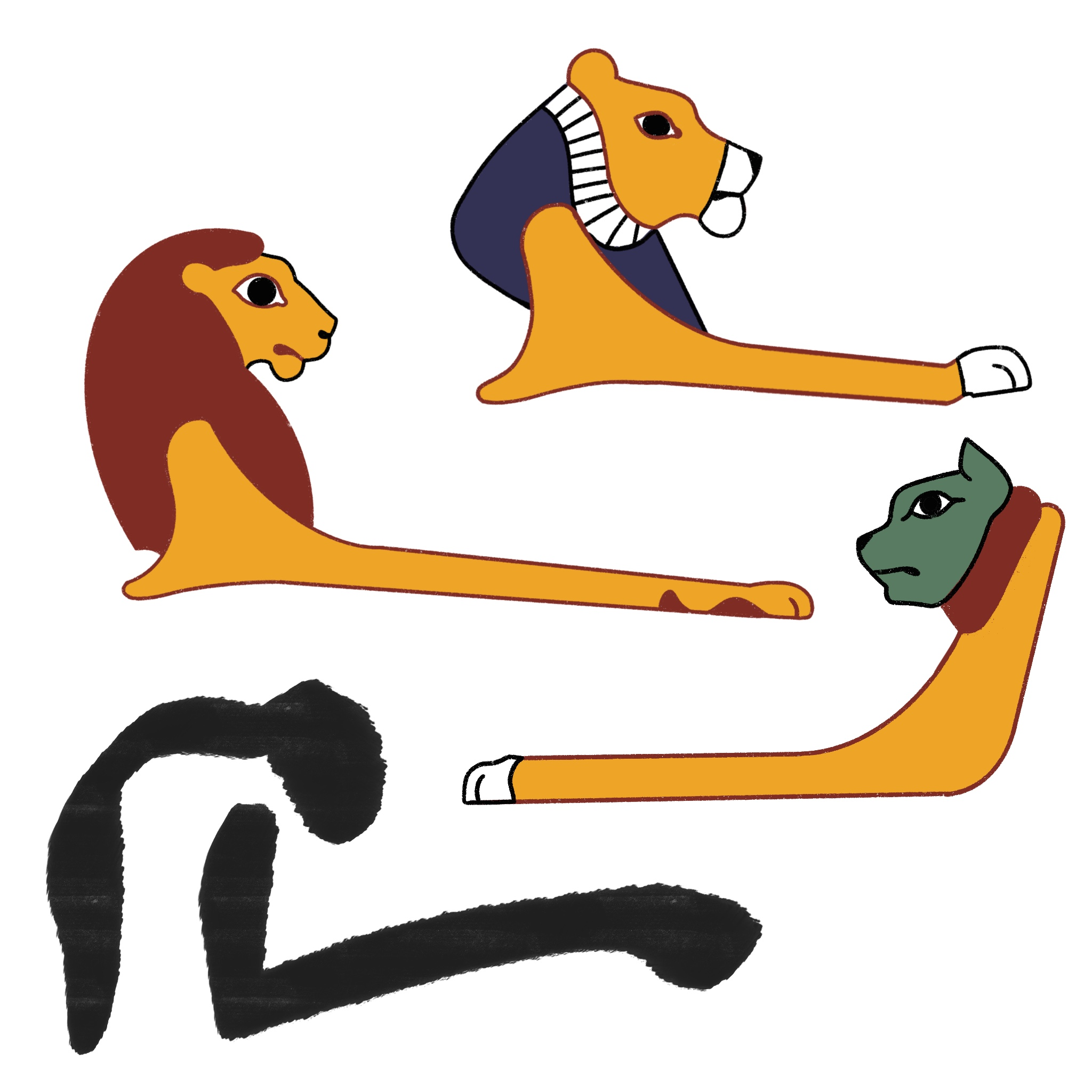
Version hiératique et hiéroglyphique

Le protomé de lion, en hiéroglyphes égyptiens, est classifié dans la section F « Parties de mammifères » de la liste de Gardiner ; il y est noté F4.

## Représentation
Il représente la partie antérieur (protomé) d'un lion (Panthera leo) couché. La crinière est originellement généralement bleu puis verte mais elle devient rouge sous la XIXe dynastie tandis que la patte a tendance à s'allonger. À l'époque ramesside (comme dans le tombeau de Néfertari) il représente parfois une lionne, sans crinière avec le visage vert à l'image de la déesse Sekhmet. Il est translittéré ḥȝt.

## Utilisation
| F4 · t · Z1 |

| F4 · t · Z1 |

chef, le meilleur de ».

## Exemples de mots
| F4 · a | A1 |

| F4 · a | A1 |

| F4 · t · y | F34 |

| F4 · t · y | F34 |

| i | r · y | A48 | F4 · t · Z1 |

| i | r · y | A48 | F4 · t · Z1 |